# Lawrence DeLucas
Lawrence James DeLucas, detto Larry (Syracuse, 11 luglio 1950), è un ex astronauta e biochimico statunitense.
Nel 1992 ha preso parte alla missione STS-50 a bordo dello Space Shuttle Columbia come specialista del carico utile.